# Thereva affinis
Thereva affinis är en tvåvingeart som beskrevs av Krober 1913. Thereva affinis ingår i släktet Thereva och familjen stilettflugor. Inga underarter finns listade i Catalogue of Life.